# Jan Castellon
Castellon  Ribalta est un nom espagnol. Le premier nom de famille, en général paternel, est Castellon ; le second, en général maternel, souvent omis, est Ribalta.
Jan Castellon Ribalta, né le 31 juillet 2003 à Lérida, est un coureur cycliste espagnol.

## Biographie
Jan Castellon est originaire de Lérida, en Catalogne. Depuis son plus jeune âge, il s'intéresse au sport. Il commence d'abord le ski à huit ans. À quatorze ans, il se tourne vers le triathlon. Il s'est également consacré à la course à pied. Sa carrière finit toutefois par s'orienter vers le vélo. Dans un premier temps, il pratique le cyclisme sur piste. Il bascule toutefois rapidement vers les compétitions sur route,. 
Chez les juniors, il se fait notamment remarquer lors de la saison 2021 en obtenant une victoire et diverses places d'honneur dans des épreuves nationales. Il intègre ensuite la réserve de l'équipe Caja Rural-Seguros RGA. Décrit comme un bon grimpeur, il s'impose sur une étape du Tour de Zamora en 2023. Il décroche également quelques places d'honneur dans des épreuves du calendrier basque. 
En 2024, il remporte l'Arrate Igoera, une compétition basque destinée aux jeunes grimpeurs. La même année, il se classe deuxième du Tour de la Bidassoa, après avoir gagné la dernière étape. Il finit par ailleurs second de la Santikutz Klasika et du Mémorial Valenciaga, deux courses inscrites au calendrier de la Coupe d'Espagne amateurs. Grâce à ses performances, il signe un premier contrat professionnel de deux ans avec les dirigeants de Caja Rural-Seguros RGA.

## Palmarès
- 2021
  - 2e étape du Trophée Víctor Cabedo
  - 2e du Trophée Víctor Cabedo
- 2023
  - 3e étape du Tour de Zamora
  - 2e du Premio Nuestra Señora de Oro
- 2024
  - 3e étape du Tour de la Bidassoa
  - Arratera Igoera
  - 2e du Tour de la Bidassoa
  - 2e de la Santikutz Klasika
  - 2e du Mémorial Valenciaga
  - 2e de l'Oñati Proba
  - 3e du Mémorial Agustín Sagasti